# Třída Vetehinen
Třída Vetehinen byla třída ponorek finského námořnictva. Celkem byly postaveny tři jednotky této třídy. Ve službě byly v letech 1930–1947. Všechny byly ze služby vyřazeny.

## Stavba

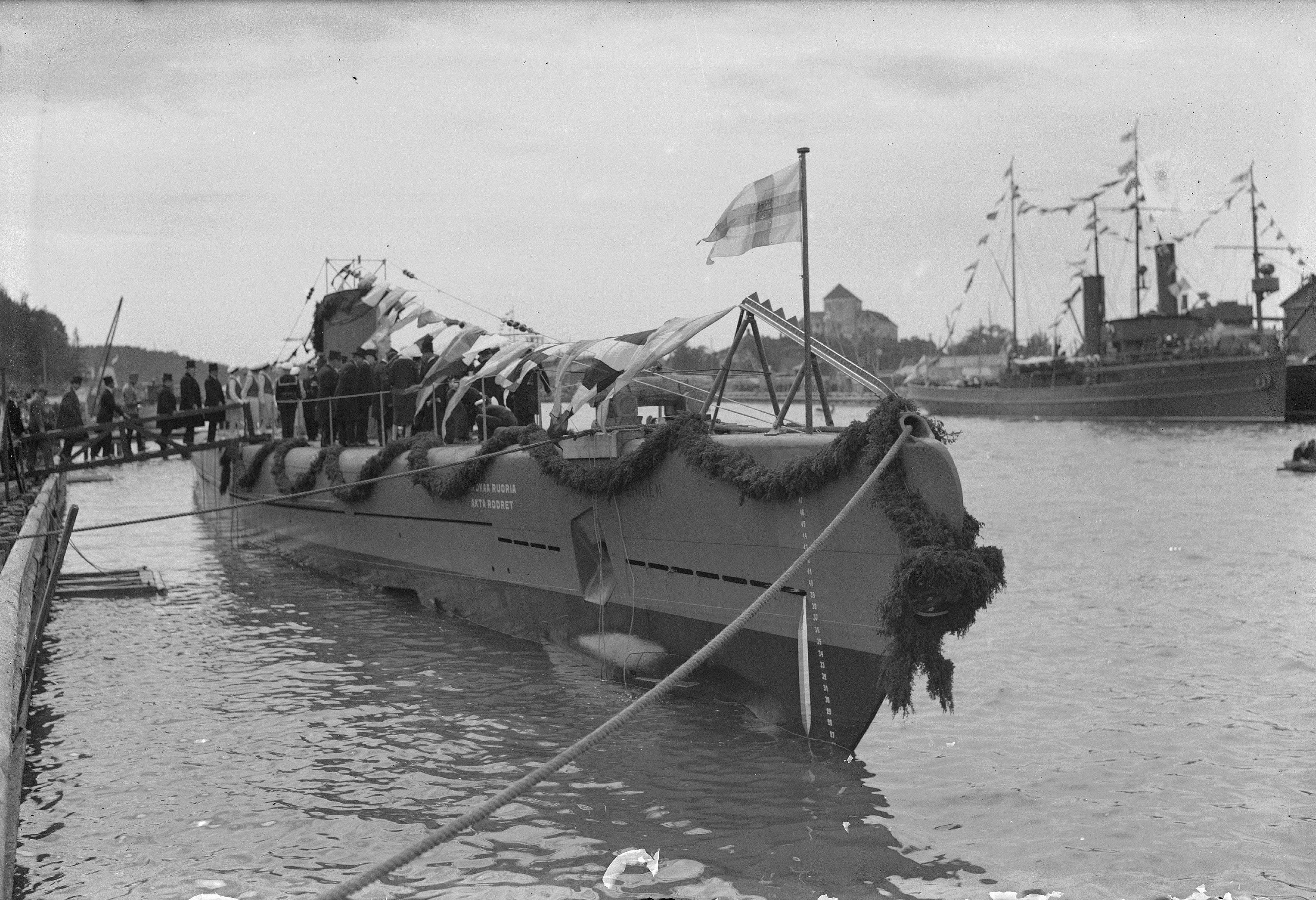
Ponorka Vetehinen během spuštění na vodu

Ponorky třídy Vetehinen byly vyvinuty nizozemskou společností Ingenieurskantoor voor Scheepsbouw (I.v.S), která však byla loutkovou německou společností, umožňující Německu zachování znalosti stavby ponorek navzdory zákazu jejich vývoje Versailleskou smlouvou. Objednány byly roku 1926, přičemž stavba měla proběhnout přímo ve Finsku. Jejich označení bylo projekt Pu89. Konstrukce ponorek vycházela z německých prvoválečných ponorek typu UB III. Finská loděnice Crichton-Vulcan v Turku postavila celkem tří ponorky této třídy.
Jednotky třídy Vetehinen:
| Jméno     | Založení kýlu | Spuštěna       | Vstup do služby  | Status         |
| --------- | ------------- | -------------- | ---------------- | -------------- |
| Vetehinen | 1926          | 1. června 1930 | 13. října 1930   | Vyřazena 1947. |
| Vesihiisi | 1926          | 1. srpna 1930  | 2. prosince 1930 | Vyřazena 1947. |
| Iku-Turso | 1927          | 5. května 1931 | 13. října 1931   | Vyřazena 1947. |

## Konstrukce

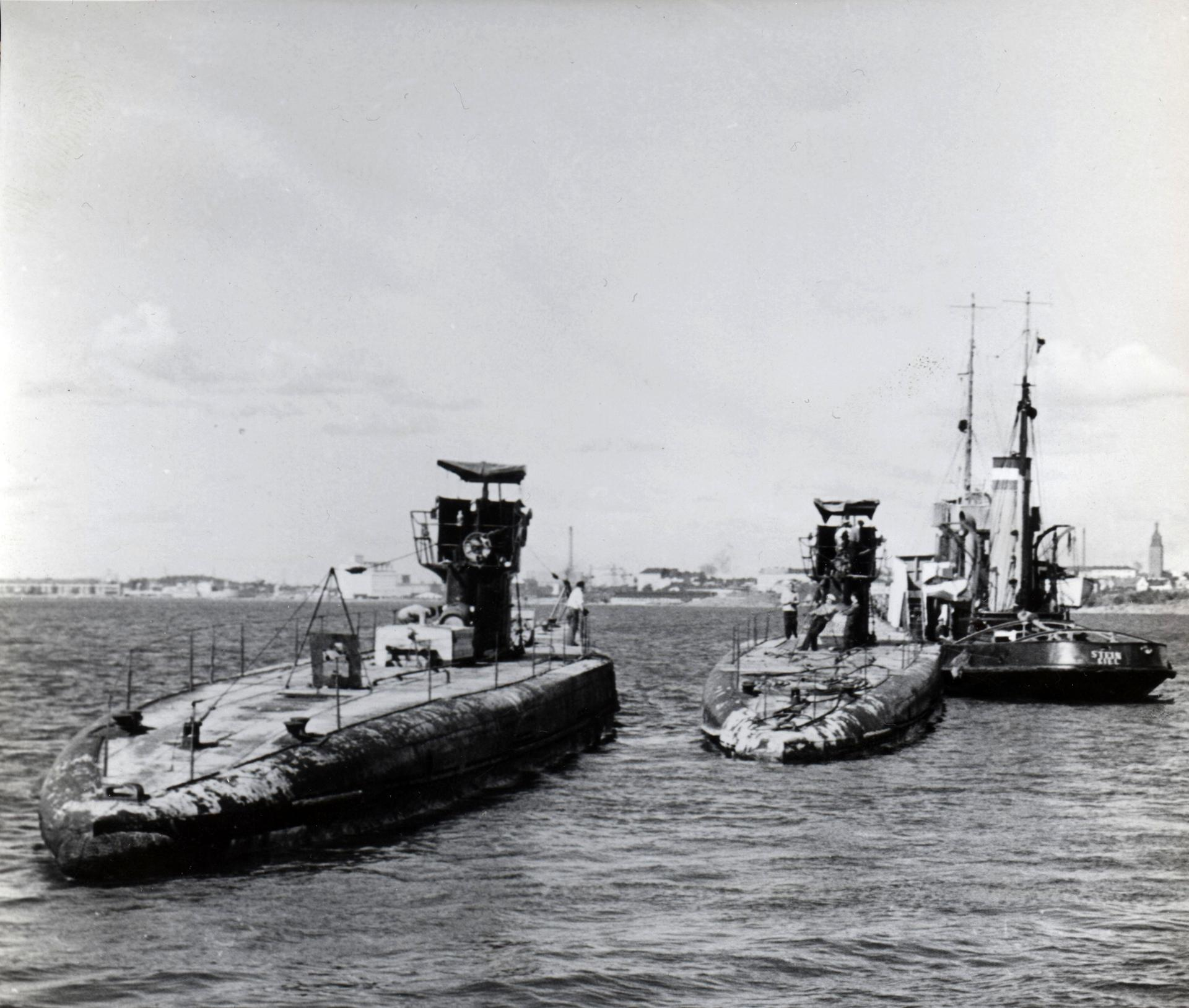
Ponorky třídy Vetehinen

Ponorky byly vyzbrojeny jedním 76,2mm kanónem Bofors, jedním 20mm kanónem Madsen, jedním 7,62mm kulometem a čtyřmi 533mm torpédomety (dva příďové a dva záďové). Mohly nést celkem šest torpéd, nebo až 20 námořních min. Pohonný systém tvořily dva diesely Polar-Atlas o celkovém výkonu 1160 hp a dva elektromotory Brown-Boveri o celkovém výkonu 700 hp. Lodní šrouby byly dva. Ponorky dosahovaly nejvyšší rychlosti 13,5 uzlu na hladině a 8,5 uzlu pod hladinou. Dosah byl 1500 námořních mil při rychlosti 10 uzlů na hladině a 75 námořních mil při plavbě rychlostí 4 uzlů pod hladinou. Operační hloubka ponoru byla až 75 metrů.

## Služba

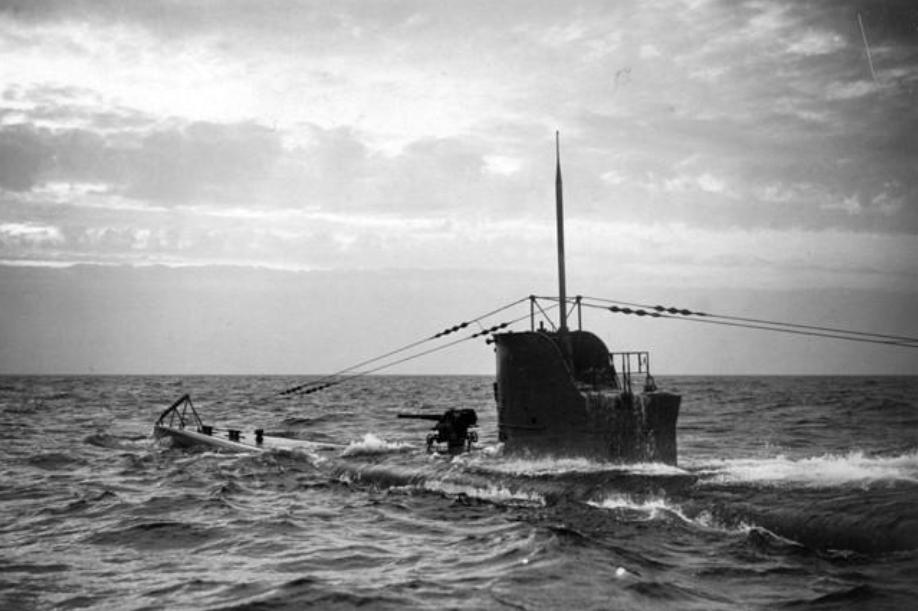
Iku-Turso

Finské námořnictvo ponorky provozovalo v letech 1930–1947. Na počátku 30. let byly ponorky této třídy, na základě německo-finské dohody, tajně využívány k výcviku německých ponorkových posádek. Ponorky byly nasazeny za druhé světové války. Pařížská mírová smlouva z roku 1947 mimo jiné Finsku zakázala vlastnit ponorky. Všechny tři ponorky třídy Vetehinen proto byly vyřazeny a sešrotovány.